# Olofstorp
Olofstorp is een plaats in de gemeente Göteborg in het landschap Västergötland en de provincie Västra Götalands län in Zweden. De plaats heeft 2783 inwoners (2005) en een oppervlakte van 241 hectare. De plaats ligt ongeveer zeven kilometer ten westen van de stad Göteborg, ook loopt de rivier de Lärjeån langs de plaats.

## Verkeer en vervoer

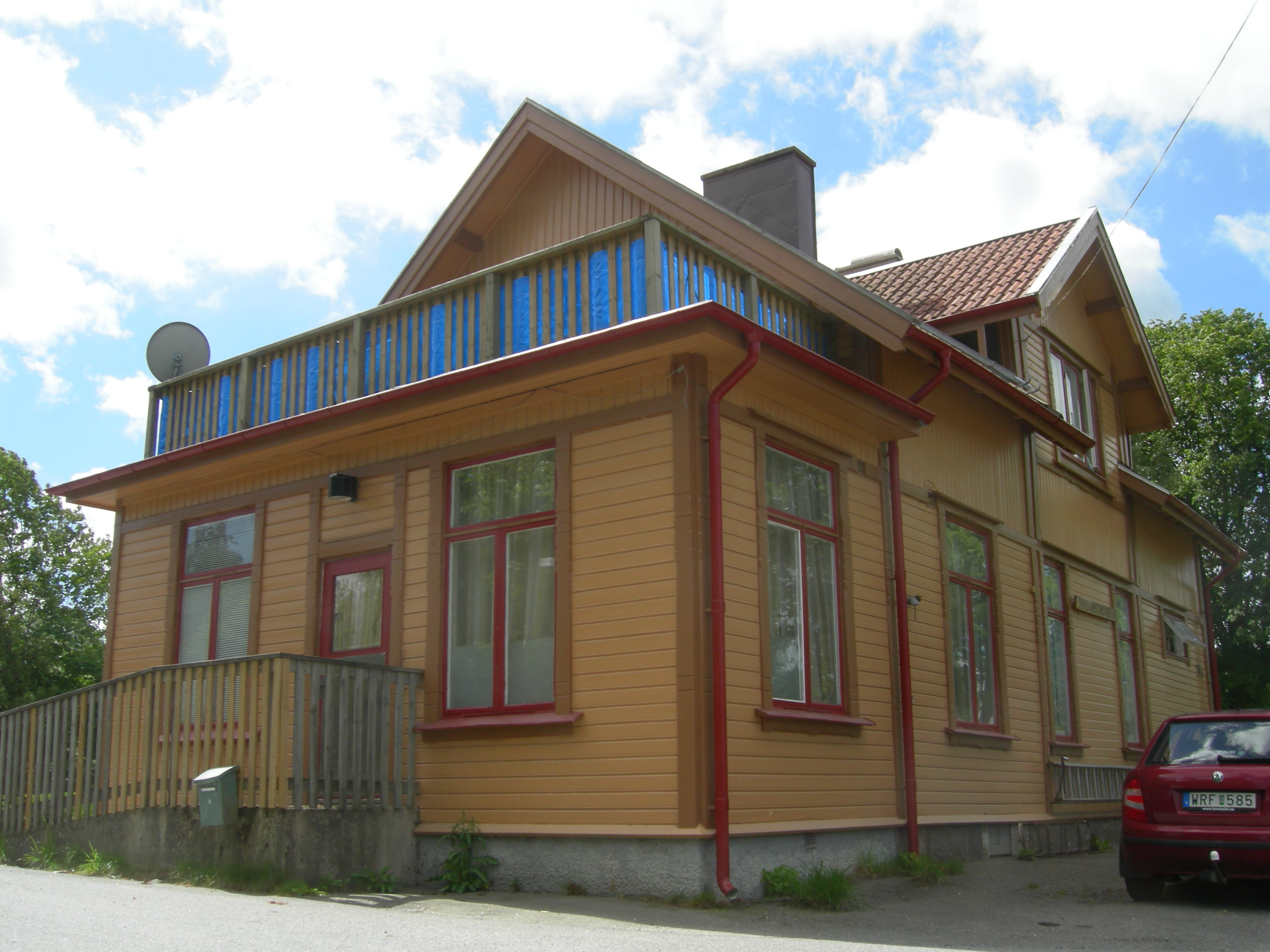
Voormalige spoorwegstation

Bij de plaats loopt de Länsväg 190.